# 七里沁岛事件
七里沁岛事件，是1968年苏联與中华人民共和国的首起边境流血事件。

在七里沁岛死亡的中国渔民

## 概述
七里沁岛位于乌苏里江主航道中心线中国一侧，历属中国管辖。行政上现属饶河县。1967年冬至1968年初，苏联多次在七里沁岛地区干涉中国渔民捕鱼，打伤中国渔民。1968年1月5日，苏联出动100余名边防军人再次侵入七里沁岛，用装甲车轧死、撞死中国渔民四人，撞伤、打伤九人。中国政府于1967年12月19日和1968年1月两次照会苏联政府提出抗议。这也是中苏边界冲突的前兆。